# Sally-Ann Hart
Pour les articles homonymes, voir Hart.
Sally-Ann Hart (née le 6 mars 1968) est une femme politique britannique qui est députée de Hastings and Rye de 2019 à 2024. Membre du Parti conservateur, elle succède à l'ancienne ministre de l'Intérieur Amber Rudd, qui ne s'est pas représentée.
Avant son élection en tant que députée, Hart est magistrate locale à Hastings et conseillère au conseil du district de Rother,.

## Carrière politique
Le premier poste élu auquel Hart est élue est celui de conseiller représentant le quartier Eastern Rother au conseil du district de Rother dans le Sussex de l'Est. Élue pour la première fois en 2015, elle est réélue en 2019. Au Conseil, Hart occupe le poste de membre du cabinet du tourisme et de la culture .
Hart se présente comme candidate du Parti conservateur pour North West Durham aux élections générales de 2017. Avec 16 516 voix (34,5%), Hart termine à la deuxième place derrière la candidate travailliste Laura Pidcock.
Lors de l'élection générale de 2019, Hart est sélectionnée comme candidate conservateur pour Hastings et Rye. Elle est élue le 12 décembre comme députée de Hastings et Rye avec 26 896 voix (49,6%) et une majorité de 4 043 voix, alors que son prédécesseur n'a eu qu'une majorité de 346 voix,.

## Vie privée
Hart est né à Northumberland. Elle est mariée et a trois enfants adultes.
Avant de se lancer en politique, Hart étudie à l'université de Londres avant de se qualifier en tant qu'avocat et de travailler pour un cabinet d'avocats dans la ville de Londres. Elle est ensuite devenue avocate, puis magistrate locale à Hastings, spécialisée dans le droit de la famille, ce que Hart a cité comme l'une de ses motivations pour devenir députée,.